# Have Heart
Gli Have Heart sono stati un gruppo hardcore punk e straight edge, formatosi a Boston, Massachusetts nel 2002 e appartenente alla scena hardcore di Boston.
Creata inizialmente come semplice side project, la band è in seguito divenuto il gruppo principale dei suoi fondatori. Dopo aver debuttato dal vivo nel luglio del 2003, pubblicarono il loro primo demo autoprodotto nel novembre 2003, intitolato appunto Demo 2003.
Grazie a questo demo vengono notati dalla Think Fast! Records, che li mise sotto contratto per un solo EP, uscito nel 2004 con il nome di What Counts. Dopo alcune date negli Stati Uniti, nel 2005 passarono alla Bridge Nine Records e, l'anno successivo, pubblicarono il loro disco di debutto The Things We Carry. Nel 2007 la band intraprese il suo primo tour oltreoceano, toccando USA, in Canada e Europa.
La band pubblica il secondo full-length, Songs to Scream at the Sun, nel 2008.
Nel 2009, prima di partire per un imponente tour mondiale, la band annuncia che una volta finito il tour si scioglierà. L'ultimo concerto viene fissato per il 17 ottobre 2009 in Massachusetts.

## Formazione

### Ultima
- Patrick Flynn - voce
- Ryan Hudon - chitarra
- Kei Yasui - chitarra
- Ryan Briggs - basso
- Shawn Costa - batteria

### Ex componenti
- Justin Failing - batteria
- Ryan Willis - chitarra
- Benny B-roll - chitarra
- Eric St. Jacques - chitarra
- Ian S. Donaldson - chitarra

## Discografia

### Album studio
- 2006 - The Things We Carry (Bridge Nine Records)
- 2008 - Songs to Scream at the Sun (Bridge Nine)

### Album dal vivo
- 2010 - 10.17.09 (Bridge Nine)

### EP
- 2004 - What Counts (Resistance Records)

### Demo
- 2003 - Demo

## Videografia

### DVD
- 2010 - We Were Supposed to Stay Young